# Парк Перемоги (Кропивницький)
Парк «Перемо́ги» — парк-пам'ятка садово-паркового мистецтва місцевого значення в Україні. Розташований у межах міста Кропивницький, при вулиці Садовій.
Площа — 39,5 га, статус отриманий 1971 року. Перебуває у віданні: Кіровоградська міська рада КП «Трест зеленого господарства».

## Історія
Казенний сад в одній версті від Єлисаветграда на річці Сугоклія був розбитий в 1764 році генералом Мельгуновим за наказом російської імператриці Катерини II «для постачання до імператорського двору фруктів і овочів». По суті, тоді це був не стільки сад, скільки город і баштан: вже в наступного року, 25 вересня, з Єлисаветградського казенного саду до імператорського столу були відправлені дині і кавуни.
Під час епідемій чуми 1770-71 і 1783—1784 років поруч з Казенним садом (зліва при в'їзді, як пише Олександр Пашутін в «Історичному нарисі м. Єлисаветграда») ховали померлих від страшної хвороби. Потім це місце засадили неплодовими деревами.
Після утворення Катеринославського намісництва Казенний сад був переданий в завідування катеринославській казенної палати. До цього часу царський двір уже втратив інтерес до Єлисаветградських фруктів та овочів, і в 1795 році сад здали в оренду губернському секретарю Левицькому за 32 рублі асигнаціями на рік.
На початку XIX століття сад носив назву Потьомкінского в пам'ять про перебування в цих місцях князя Потьомкіна Таврійського. До 1915 року в нижній частині саду, біля річки, ріс багатовіковий дуб, який теж називали Потьомкінським. За легендою, під цим дубом Григорій Потьомкін збирав військові ради перед облогою Очакова, а також зустрівся із останнім кошовим отаманом Запорозької Січі Калнишевським. Поруч з дубом існувало цілюще джерело, яке пізніше засипали.
У 1819 році за клопотанням Єлисаветградського міської громади та тодішнього міського голови Івана Фундуклея сад був переданий у власність міста. Херсонський губернатор граф Сен-Прі прислав до Єлисаветграда садівника «для впорядкування саду на англійський смак».
1834 року повітовим містом став Бобринець, а Єлисаветград повністю перейшов у військове відомство. Сад також перейшов у відання військових. Тоді ж до саду була приєднана частина міської землі і була посаджена соснова алея. Площа парку на той момент становила 35 га.
Керуючий округами Новоросійського військового поселення граф Дмитро Остен-Сакен попросив у міської думи 1000 карбованців на благоустрій саду. Як не дивно, військові буквально за кілька років зробили те, до чого у міської влади не доходили руки. Уже в 1836-му тут був зразковий парк з квітниками, купальнями (для цього розчистили русло річки), танцювальним залом, ротондами і будиночками, в які на літо переїжджали вищі військові чини.
Після скасування військових поселень турбота про парк знову була покладена на міську думу. І парк знову закинули. Відновити колишню пишноту взявся вже міський голова Олександр Пашутін в кінці XIX століття. 1897 року тут було відкрито буфети для публіки, чотири рази в тиждень грав військовий оркестр, був побудований циклодром, в день відкриття якого, як пише Віктор Петраков в книзі «Маленький Париж», виступав на велоциклі мотогонщик і один з перших авіаторів в Російській Імперії Сергій Ісайович Уточкін. Парк освітлювався і мав телефон з номером 294. Тоді ж сюди провели трамвайну лінію — влітку трамвай ходив в міський сад до 23.00, восени і навесні — до 22.00, а взимку маршрут закінчувався на зупинку раніше — біля пивоварного заводу.
Міський сад згадується у статті «Єлисаветград» енциклопедії Брокгауза і Ефрона видання 1894 року разом з заводами, фабриками, школами та лікарнями.
30 грудня 1968 року Кіровоградська обласна рада депутатів ухвалила рішення зарахувати Міський сад до пам'ятників природи місцевого значення. Депутати наступного скликання 6 червня 1972 року своїм рішенням віднесли Міський сад «до категорії заповідних парків-пам'яток садово-паркового мистецтва». 9 червня 1984 року облрада оголосила національний парк-пам'ятник садово-паркового мистецтва «Перемога» заповідним об'єктом, а відділ комунального господарства міськвиконкому прийняв на себе відповідне «охоронне зобов'язання». 28 лютого 1996 вже сесія Кіровоградської міськради зарахувала Парк Перемоги до категорії земель природоохоронного значення. 28 грудня 2001 року міська рада ухвалила рішення створити на базі Парку Перемоги ботанічний сад[2].
Ініціатива створення тут ботанічного саду належала дитячому екологічному центру «Ексампей».

## Природа
Теперішня його площа не дуже велика: від водосховища біля греблі на північ до телецентру. Північний берег Сугоклеї на території Міського саду піднімається різко вгору і таким чином захищає прибережну зону від вітру — температура і вологість там завжди трохи вище, ніж в інших місцях. На всьому узбережжі відмінно приймаються і ростуть південні дерева — наприклад, кілька оцтових дерев. Існує кілька ділянок, мікроклімат яких фактично не відрізняється від кримського. Наприклад, трохи вище пляжу за течією річки на правому березі є виїмка старого кар'єра, так звана «чаша», на дні якої — невеличке озерце.
Дерева повільно знищуються. Ще залишилися білі тополі (Pópulus álba), але щороку гине 1-2 дерева. Зустрічаються звичайні дуби, ясенелисті, клени гостролисті та клени-явори. Є дуже великі зарості бузку. А вздовж річки заросли верби. На сонячних схилах росте маслинка срібляста (Elaeágnus) [3]￼.
Серед квітів потрібно відзначити лісовий тюльпан, який внесений до Червоної Книги України. Під час цвітіння велика частина квітів зривається для продажу місцевими жителями. Також крім широко поширених рослин є два види рястки, двоквітковий крокус, великі галявини зірочки маленької, їдкого очитку, запашних фіалок, мускарі та підбілу звичайного. У вузьких місцях річки можна знайти півники болотні. На південному схилі з року в рік зростає кущ сон-трави. З червня на деяких схилах вздовж річки розквітають бузкові болонські дзвіночки.￼
На пагорбах біля кар'єру до недавнього часу існувало кілька галявин ковили. Але в 2008 році ці галявини були знищені власниками гранітного кар'єру. Також були завалені сміттям кілька джерел з питною водою. Майже всі схили нижче дамби усіяні жовтими квітами чистяка.
Тваринний світ не надто різноманітний через близькість антропогенних ландшафтів і чинників. Періодично у парку можна спостерігати лисиць і зайців. Зліва від греблі, живуть черепахи. На соснах Міського саду давно оселилися вухаті сови. Мешкають і дрібні тварини — ласки, ондатри, миші, пацюки, їжаки, вужі та гадюки. В очеретах селиться дуже багато птахів, таких як журавлі, карликові чаплі, лиски, качки, очеретянки. Зустрічаються зозуля і соловейко.
Серед комах варто відзначити величезну кількість кравчиків-головачів, травневих хрущів і цвіркунів.

## Реконструкція
На облаштування парку з державного бюджету виділили 40 млн грн. Ініціатором цього процесу став народний депутат України VIII скликання Олександр Горбунов [1].
Роботи з реконструкції парку розпочато в березні 2019 року.
У парку Перемоги з'явилися футбольний, тенісний та волейбольний майданчики, декоративна альтанка, кований місток та ажурна гойдалка, автостоянка, клумби, вимощені декоративною плиткою доріжки. Всі алеї та доріжки парку Перемоги обладнані системою сучасного вуличного освітлення. У прибережній частині парку облаштовані вуличні тренажерні комплекси.
Повністю відреставровано каскадні сходи та встановлено арку.

## Галерея

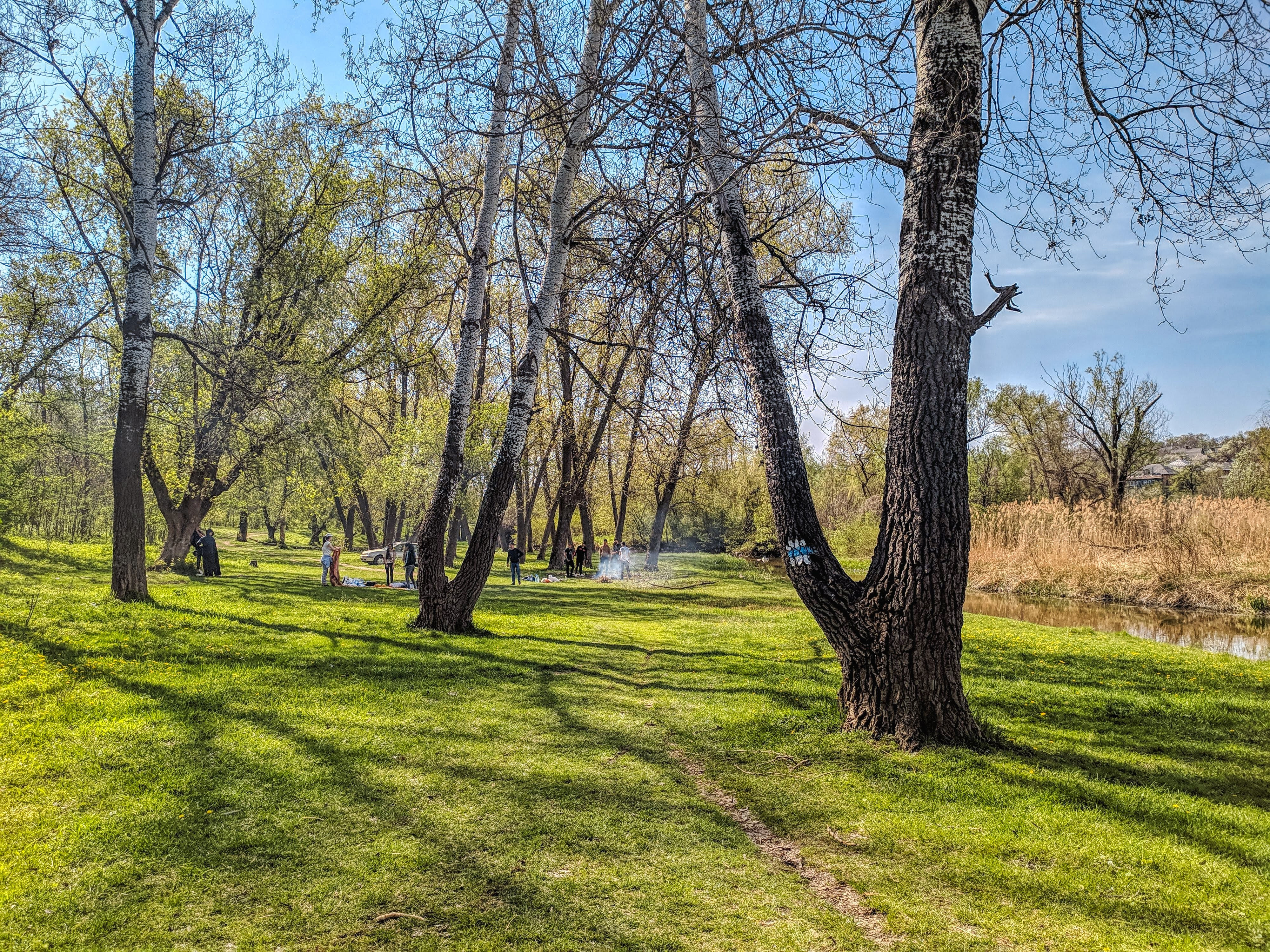
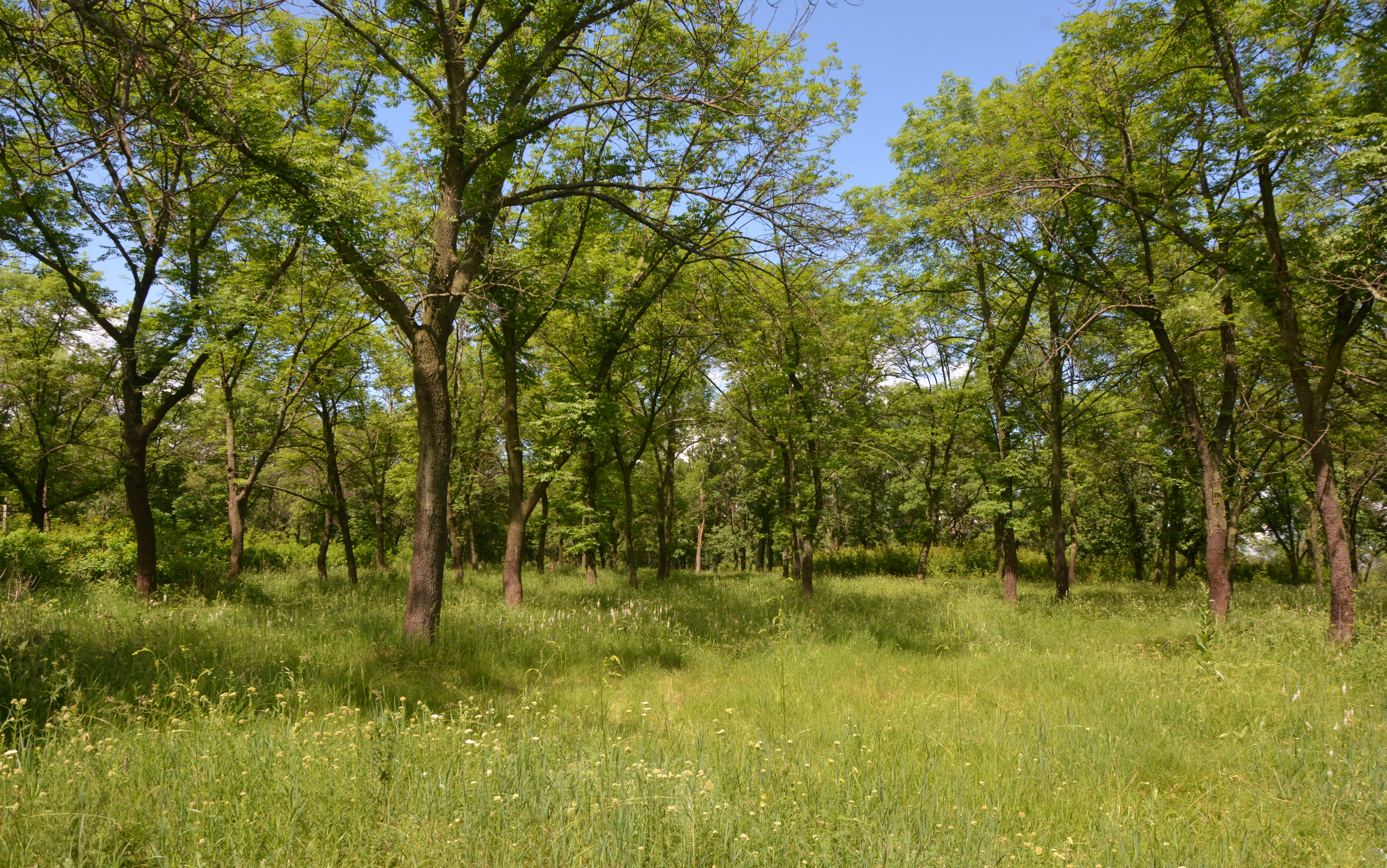
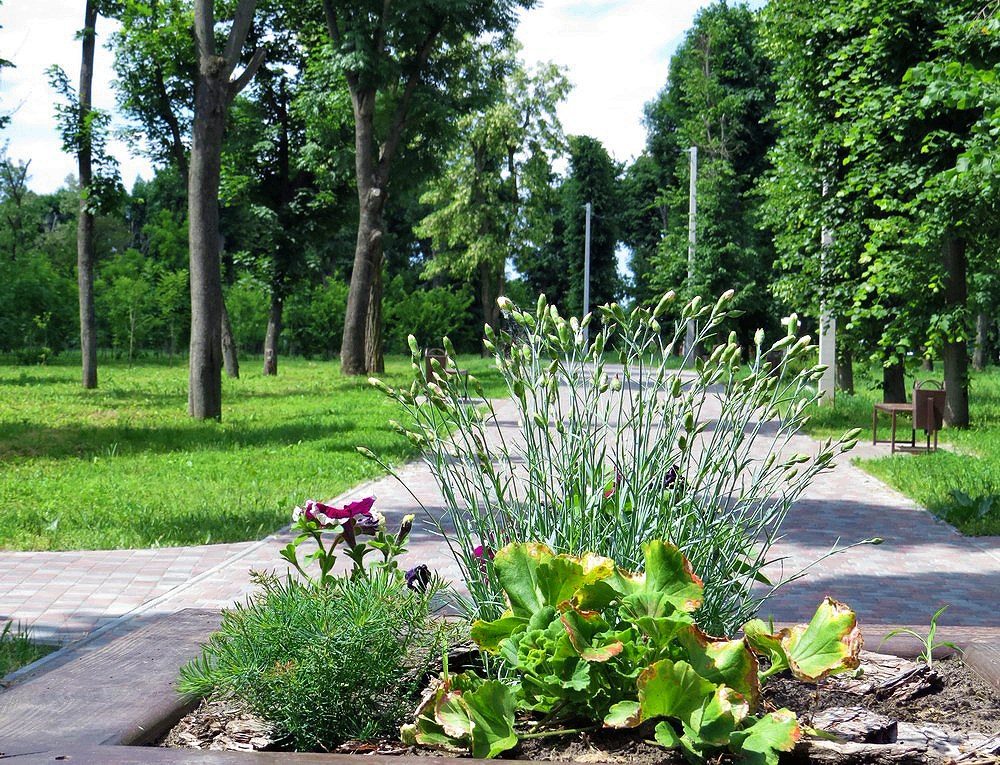